# Pantan Kuli
Pantan Kuli is een bestuurslaag in het regentschap Bener Meriah van de provincie Atjeh, Indonesië. Pantan Kuli telt 89 inwoners (volkstelling 2010).